# Teatre Circ de Reus
El Teatre Circ de Reus, també anomenat Teatre-Circo o Teatre del Círcol va ser un teatre d'estiu propietat de la Societat Recreativa El Círcol.

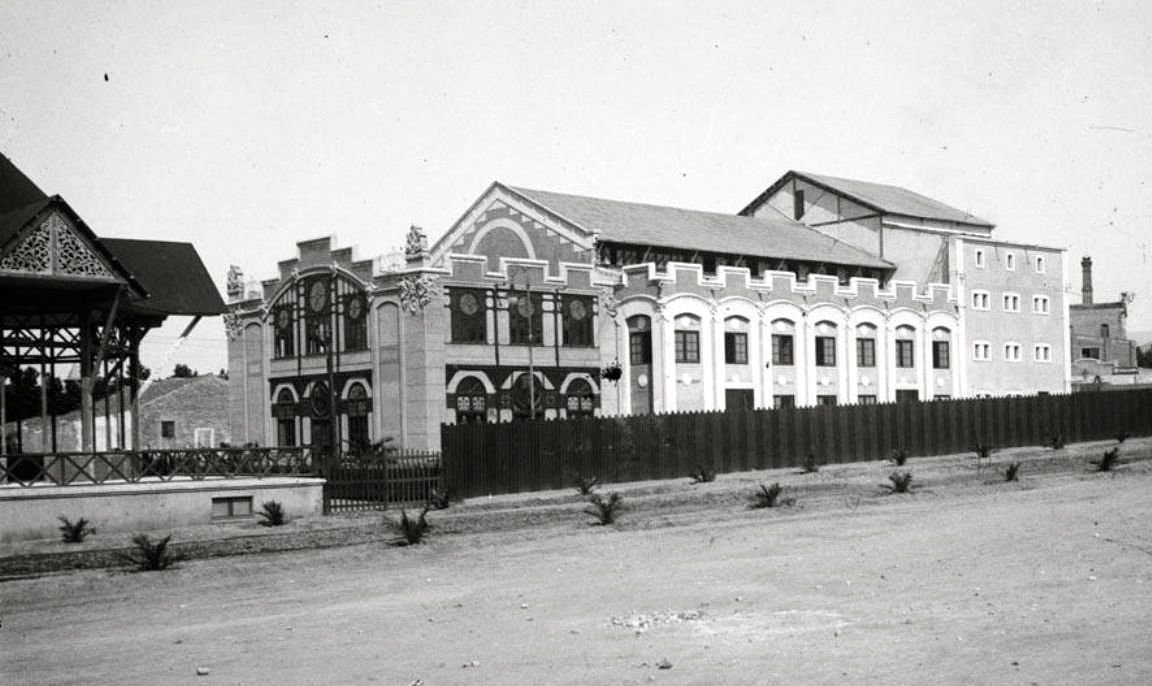
Imatge del Teatre Circ de Reus el 1902. Foto Lluís Marià Vidal

## Primer projecte
Pel gener de 1900, el president del Círcol Josep Maria Borràs proposava la creació d'un local públic amb un pavelló exclusiu per als socis, aprofitant el superàvit que tenia l'entitat. Se'l va edificar en terrenys que havien estat l'hort del convent de sant Joan. Es va fer l'encàrrec de l'obra a Lluís Domènech i Montaner, que un temps abans no havia pogut realitzar el projecte de reforma de l'escala interior de l'entitat, a la plaça de Prim, per dificultats pressupostàries. L'arquitecte va acordar amb la junta d'El Círcol realitzar l'obra en dues fases: en la primera es construiria el teatre, el cafè i s'urbanitzaria el jardí, i en la segona es faria el pavelló destinat als socis. Domènech i Montaner va enllestir el projecte només en dos mesos. La junta li va demanar que fes uns càlculs estimatius de les dues etapes per a saber-ne el cost, indicant que en la primera fase només es podien invertir 21.000 pessetes. Mig any després, Domènech encara no havia presentat els pressupostos, i malgrat que ja s'estaven fent moviments de terres per començar l'obra, no s'havien començat a fer els fonaments. Sens dubte, Domènech va veure que els diners de la junta no arribaven ni a un terç d'allò que era necessari. A més, l'arquitecte va començar a actuar en política a la Lliga Regionalista, acabada de crear i tenia altres encàrrecs importants, com les obres d'arranjament i decoració de la Fonda Espanya.

## Projecte definitiu, construcció i activitats

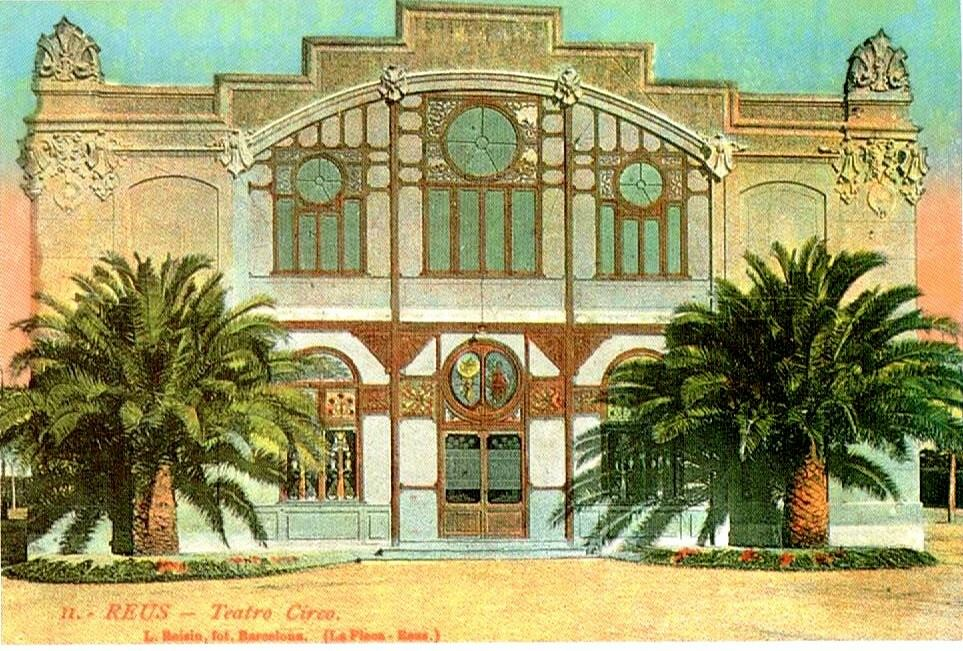
Teatre Circ. Façana

Davant del retard de l'arquitecte en presentar els pressupostos, la Junta tirà pel dret i encarregà el projecte a Ricard Magdalena, que estava construint un teatre prefabricat a Castelló de la Plana. L'arquitecte Pere Caselles va ser el director de l'obra, que va projectar una tanca perimetral de fusta i més endavant un grup de lavabos i el conegut quiosc de begudes, amb un basament quadrat de 14 metres i una alçada de 7 metres, on s'hi va instal·lar una cafeteria amb una terrassa. La decoració del sostre i de la façana la va fer l'artista local Tomàs Bergadà. El teatre va ser inaugurat el 19 de setembre de 1901, amb un ample saló general, llotges, uns espais pels socis al primer pis, uns jardins a l'entorn i un quiosc, que a més de servir begudes s'usava també per instal·lar-hi una cobla o una petita orquestra per fer activitats a l'aire lliure. Tenia una capacitat per 800 persones. Els socis pagaven una entrada reduïda i era obert a tota la població. S'usava, a més de les festes de l'entitat, per activitats de la Festa Major de sant Pere i per actes polítics i literaris (un homenatge el 1926 a l'arribada de l'hidroavió Plus Ultra a Buenos Aires on el cap de la Unión Patriótica Ricard Wyneken, va fer un abrandat discurs, un míting de Macià amb nombrosíssima assistència el 1931, uns Jocs Florals el 1907 o l'homenatge que el Centre de Lectura va tributar a Evarist Fàbregas el 1916). Durant els mesos de bon temps s'hi instal·laven companyies de vodevil, òpera, opereta i sarsuela. Les companyies de teatre quan passaven per Reus, si era a l'estiu feien les representacions al Teatre Circ, i a l'hivern, al Teatre Fortuny. El 1920, en un espai adjacent, la secció de tennis d'El Círcol va construir unes pistes per poder practicar el seu joc.

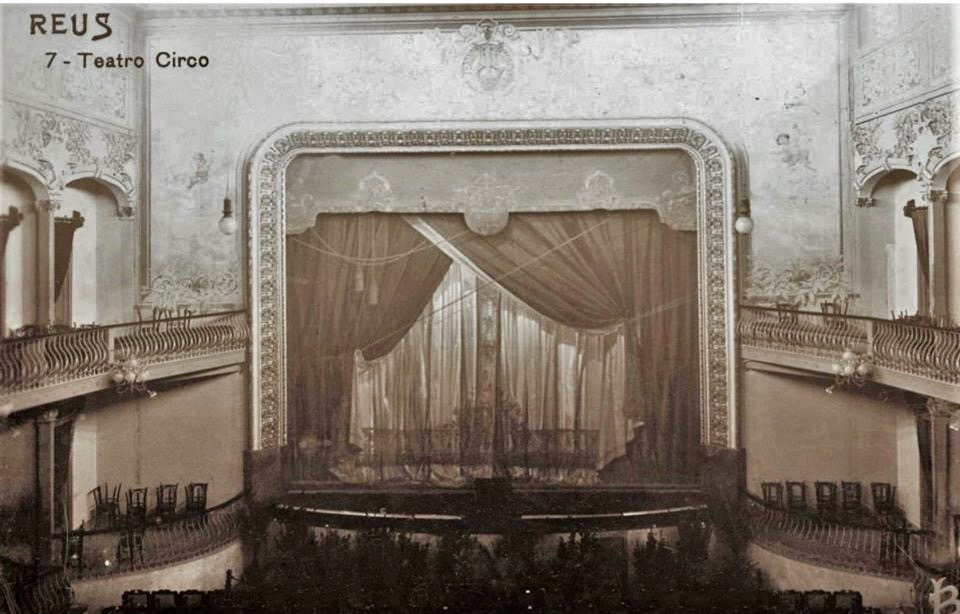
Teatre Circ de Reus. Escenari

## Deteriorament i enderroc
A partir de 1929 el teatre es deteriorà ràpidament, i El Círcol va intentar desfer-se del local. Van sortir propostes perquè fos l'ajuntament qui comprés el teatre, per aprofitar els jardins com a espai públic i mantenir el quiosc de música. El 1932 el va adquirir l'ajuntament, que el 1933 hi va celebrar la II Exposició d'Aplicacions de l'Electricitat a l'Agricultura, amb la presidència de Pere Cavallé, comissari de la Generalitat, i Enric Cavallé Muixí, alcalde de la ciutat. El 1936 va ser enderrocat per destinar l'espai a la construcció d'un mercat. L'obra es va realitzar en la postguerra i els jardins van desaparèixer. Els elements constructius prefabricats poden explicar la ràpida decadència del teatre.